# フレディ・ハバード
フレディ・ハバード（Freddie Hubbard、1938年4月7日 - 2008年12月29日）は、アメリカ・インディアナ州インディアナポリス生まれのジャズトランペット奏者である。

## 経歴
少年時代、フレディ・ハバードはインディアナポリスにおいて、ウェス・モンゴメリーとその兄弟を含む、数多くの音楽家たちと親交を結んだ。ハバードのジャズのキャリアが本格的に始まるのは、1958年のニューヨーク進出からである。ニューヨークで彼は、オーネット・コールマン、エリック・ドルフィー、スライド・ハンプトン、J・J・ジョンソン、フィリー・ジョー・ジョーンズ、クインシー・ジョーンズ、オリヴァー・ネルソンそしてソニー・ロリンズ等と共演している。彼は、影響力の強いハード・バップ演奏集団であったアート・ブレイキー・アンド・ザ・ジャズ・メッセンジャーズにおける演奏によって有名になった。その演奏は『モザイク』『ブハイナズ・デライト』『フリー・フォー・オール』等のアルバムに収録されている。
1960年代初頭、ハバードはブルーノート・レコードに広範な録音を残している。ブルーノート初登場にしてバンドリーダーを務めた『オープン・セサミ』を皮切りに、8枚のリーダー・アルバムを残し、28枚のアルバムにサイドマンとしてその名を刻んでいる。オーネット・コールマンの『フリー・ジャズ』、エリック・ドルフィーの『アウト・トゥ・ランチ』、ジョン・コルトレーンの『アセンション』など、いくつかの初期のフリー・ジャズの古典となるアルバムの中にもハバードを見出すことができる。しかし彼は、フリー・ジャズのジャンルに専念するということは無かった。
商業的なスムーズジャズのアルバムが批判を呼んだとはいえ、1970年ごろの彼は、メロディックなインプロビゼーションと驚異的なテクニックによって、リーディング・トランペッターとしての全盛期を迎えた。
彼のよく知られた作品には、ヒットシングル「Red Clay」を含む、1971年にパラディウムでライブ録音されたCTIレコードからの『カリフォルニア・コンサート』（CTIオールスターズ名義）がある。
1976年、ハバードはニューポート・ジャズ・フェスティバルでハービー・ハンコックのバンドに参加し、その時の演奏はライブ・アルバム『ニューポートの追想』に収録された。ハバードは最終的に、ハンコック率いるV.S.O.P.クインテットのメンバーとなり、このバンドは、1940年代のバップ、1950年代のモード・ジャズ、1960年代のフリー・ジャズを統合した。ハバードの多くの優れた録音が、V.S.O.P.のメンバーとのコラボレーションから生まれた。
1992年、ハバードは長期にわたる健康状態の悪化と深刻な唇の故障から立ち直り、恒常的な演奏活動と録音活動に復帰した。
2008年12月29日、心臓発作により逝去。70歳没。
その他の共演者には、ジミー・ヒース、ジョー・ヘンダーソン、ロン・カーター、ティナ・ブルックス、マッコイ・タイナー、サム・ジョーンズ、ハンク・モブレー、ポール・チェンバース、シダー・ウォルトン、ウェイン・ショーター、エルヴィン・ジョーンズ、ハロルド・メイバーン、リー・モーガン等が挙げられる。

## ディスコグラフィ

### リーダー・アルバム
- 『オープン・セサミ』 - Open Sesame (1960年、Blue Note)
- 『ゴーイン・アップ』 - Goin' Up (1960年、Blue Note)
- 『ハブ・キャップ』 - Hub Cap (1961年、Blue Note)
- 『グルーヴィー!』 - Groovy!/Minor Mishap (1961年、Fontana/Black Lion)
- 『レディ・フォー・フレディ』 - Ready for Freddie (1961年、Blue Note)
- 『ジ・アーティストリー・オブ・フレディ・ハバード』 - The Artistry of Freddie Hubbard (1962年、Impulse!)
- 『ハブ・トーンズ』 - Hub-Tones (1962年、Blue Note)
- 『ヒア・トゥ・ステイ』 - Here to Stay (1962年、Blue Note)
- 『ザ・ボディ・アンド・ザ・ソウル』 - The Body & the Soul (1963年、Impulse!)
- 『ブレイキング・ポイント』 - Breaking Point! (1964年、Blue Note)
- 『ザ・ナイト・オブ・クッカーズ』 - The Night of the Cookers (1965年、Blue Note)
- Jam Gems: Live at the Left Bank (1965年、Label M)
- 『ブルー・スピリッツ』 - Blue Spirits (1966年、Blue Note)
- 『バックラッシュ』 - Backlash (1966年、Atlantic)
- Fastball: Live at the Left Bank (1967年、Hyena)
- 『ハイ・ブルース・プレッシャー』 - High Blues Pressure (1968年、Atlantic)
- 『ア・ソウル・エクスペリメント』 - A Soul Experiment (1969年、Atlantic)
- 『ブラック・エンジェル』 - The Black Angel (1970年、Atlantic)
- 『ザ・ハブ・オブ・ハバード』 - The Hub of Hubbard (1970年、MPS)
- 『レッド・クレイ』 - Red Clay (1970年、CTI)
- 『ストレート・ライフ』 - Straight Life (1970年、CTI)
- 『ソンミの歌』 - Sing Me a Song of Songmy (1971年、Atlantic)
- 『ファースト・ライト』 - First Light (1971年、CTI)
- 『スカイ・ダイヴ』 - Sky Dive (1973年、CTI)
- 『キープ・ユア・ソウル・トゥギャザー』 - Keep Your Soul Together (1973年、CTI)
- 『イン・コンサート Vol.1』 - Freddie Hubbard/Stanley Turrentine in Concert Volume One (1973年、CTI) ※with スタンリー・タレンタイン
- 『イン・コンサート Vol.2』 - In Concert Volume Two with Stanley Turrentine (1974年、CTI) ※with ハービー・ハンコック、スタンリー・タレンタイン
- 『ポラール・AC』 - Polar AC (1975年、CTI)
- 『ハイ・エナジー』 - High Energy (1974年、Columbia)
- 『グリーム』 - Gleam (1975年、Sony (Japan))
- 『リキッド・ラヴ』 - Liquid Love (1975年、Columbia)
- 『ウィンドジャマー』 - Windjammer (1976年、Columbia)
- 『バンドル・オブ・ジョイ』 - Bundle of Joy (1977年、Columbia)
- 『スーパー・ブルー』 - Super Blue (1978年、Columbia)
- 『ラブ・コネクション』 - The Love Connection (1979年、Columbia)
- 『スカグリー』 - Skagly (1979年、Columbia)
- Live at the North Sea Jazz Festival (1980年、Pablo)
- 『ミストラル』 - Mistral (1981年、East World (Japan)/Liberty) ※with アート・ペッパー
- 『アウトポスト』 - Outpost (1981年、Enja)
- 『スプラッシュ』 - Splash (1981年、Fantasy)
- 『ローリン』 - Rollin' (1981年、MPS)
- 『キーストン・バップ』 - Keystone Bop: Sunday Night (1981年、Prestige)
- Keystone Bop Vol. 2: Friday & Saturday (1981年、Prestige)
- 『ボーン・トゥ・ビー・ブルー』 - Born to Be Blue (1981年、Pablo)
- 『風立ちぬ』 - Ride Like the Wind (1982年、Elektra/Asylum)
- Above & Beyond (1982年、Metropolitan)
- 『バック・トゥ・バードランド』 - Back to Birdland (1982年、Real Time)
- 『スウィート・リターン』 - Sweet Return (1983年、Atlantic)
- 『バラの刺青』 - The Rose Tattoo (1983年、Baystate (Japan))
- 『トランペット伝説』 - Double Take (1985年、Blue Note) ※with ウディ・ショウ
- 『ライフ・フライト』 - Life Flight (1987年、Blue Note)
- The Eternal Triangle (1987年、Blue Note) ※with ウディ・ショウ
- 『スターダスト』 - Stardust (1987年、Denon) ※with ベニー・ゴルソン
- 『フィール・ザ・ウインド』 - Feel the Wind (1988年、Timeless) ※with アート・ブレイキー
- Times Are Changing (1989年、Blue Note)
- 『トプシー - スタンダード・ブック』 - Topsy – Standard Book (1989年、Alpha/Compose)
- Bolivia (1991年、MusicMasters)
- At Jazz Jamboree Warszawa '91: A Tribute to Miles (1991年、Starburst)
- Live at Fat Tuesday's (1991年、MusicMasters)
- 『マイルスに捧げる枯葉』 - Blues for Miles (1992年、Evidence)
- 『MMTC (モンク・マイルス・トレーン・キャノン)』 - MMTC: Monk, Miles, Trane & Cannon (1995年、MusicMasters)
- New Colors (2000年、Hip Bop)
- On the Real Side (2007年、Times Square)
- 『ウィズアウト・ア・ソング:ライヴ・イン・ヨーロッパ 1969』 - Without A Song: Live In Europe 1969  (2009年、Blue Note)

## 読書案内
- ジャズ批評編集部編 編『JAZZトランペット』松坂〈ジャズ批評ブックス〉、2001年、132-133頁。ISBN 491555709X。
- ジャズ批評編集部編 編『決定版ブルーノート・ブック 〜史上最強のジャズ・レーベルのすべて〜』松坂〈ジャズ批評ブックス〉、1999年、170,178,185,191,206,216,235,247,260頁。ISBN 4915557014。
- 悠雅彦、稲岡邦弥、福島哲雄『ジャズCDの名盤』文春新書、2000年、234-235頁。ISBN 4166601164。